# The Hand That Rocks the Cradle (film 1914)
The Hand That Rocks the Cradle  è un cortometraggio muto del 1914. Il nome del regista non viene riportato. Prodotto dalla Essanay, il film aveva come interpreti Richard Travers, Ruth Stonehouse, Harry Mainhall e E.H. Calvert.

## Produzione
Il film fu prodotto dalla Essanay Film Manufacturing Company.

## Distribuzione
Distribuito dalla General Film Company, il film - un cortometraggio di una bobina - uscì nelle sale cinematografiche statunitensi il 13 gennaio 1914.